# Copperville
Copperville è un census-designated place (CDP) degli Stati Uniti d'America, situato nello stato dell'Alaska, nella Census Area di Valdez-Cordova. 